# Mitchellville (Iowa)
Mitchellville é uma cidade localizada no estado americano de Iowa, no Condado de Jasper e Condado de Polk.

## Demografia
Segundo o censo americano de 2000, a sua população era de 1715 habitantes.
Em 2006, foi estimada uma população de 2082, um aumento de 367 (21.4%).

## Geografia
De acordo com o United States Census Bureau tem uma área de
6,0 km², dos quais 6,0 km² cobertos por terra e 0,0 km² cobertos por água. Mitchellville localiza-se a aproximadamente 265 m acima do nível do mar.

## Localidades na vizinhança
O diagrama seguinte representa as localidades num raio de 16 km ao redor de Mitchellville.